# Augusto Thorndike (periodista)
Augusto Fernando Thorndike del Campo (Lima, 26 de julio de 1975) es un presentador de televisión y periodista peruano.

## Biografía
Es hijo del periodista Guillermo Thorndike. Desde los 14 años pasó con su padre en la redacción de Página Libre y La República. Se capacitó como documentalista desde San Antonio de los Baños, en Cuba. Posteriormente estudió la misma carrera de su padre, Periodismo.

## Carrera periodística
Desde 1995 se introdujo a la televisión como reportero de la revista semanal de Cable Mágico. En agosto de 1998, ingresó a América Televisión donde condujo de los programas periodísticos Primera edición, Fin de semana, América noticias y Hora 20 como reportero, que duró hasta febrero de 2001. Para el año 2001, ingresó a Red Global donde condujo su noticiero matutino Hora punta como reportero.
En 2001, Panamericana Televisión donde condujo el noticiero matutino Buenos días, Perú como reportero. En abril de 2003, posteriormente por el programa dominical Panorama como reportero que duró hasta en septiembre de 2003. Entre 2006 y 2010, condujo junto con la periodista Fernanda Kanno el programa Domingo al día en América Televisión. 
Entre 2010 y 2012 asumió la dirección periodística de Panamericana Televisión. También asumió la conducción de los programas 24 horas y Buenos días, Perú como también el dominical Panorama.
En 2013 regresó al canal América Televisión y junto con Sol Carreño fue presentador de Cuarto poder durante siete años. También participó en el informativo A las once, como también en los noticieros N directo y D6A9, del canal hermano Canal N. El conductor ganó fama como comentarista político en Canal N. Mientras que en América consiguió criticar, entre las más notables, al secretario general de Alianza Para el Progreso, Vladimir Paz de la Barra, en 2016; y a Martín Vizcarra en octubre de 2020 bajo presencia suya.
Entre 2021 y 2025, fue presentador de Willax Noticias, de Willax Televisión, además que condujo y produjo su programa recopilatorio Hechos en Willax y su programa de opinión Contracorriente. También colaboró con Beto Ortiz en las presentaciones especiales de Beto a saber. Su postura editorial más flexible le permitió criticar reportajes realizados por América. En 2025, anunció que dejaría de presentar los programas informativos del canal para dedicarse a su propio programa político.
En abril de 2022 condujo su programa web para USIL TV en colaboración con el Diario Expreso. Continuó participando con la universidad en su bloque Consejo económico para Willax Televisión.
En mayo de 2022 Thorndike anunció que Contracorriente se reestrenó como dominical, en horario central, siendo el primero de su tipo en el canal, bajo la dirección del ganador del Premio Nuevo Periodismo CEMEX+FNPI Carlos Paredes. Contracorriente se encargó de la cobertura de la crisis política ocurrida desde 2021. Además, fue uno de los cuatro nominados del canal Willax a los premios Luces de 2022, en que fue el único en ganar.
Al mismo tiempo, Augusto Thorndike presenta su propio pódcast en Internet, Fuera de la tele, con Christian Hudtwalcker, columnista de Latina noticias. En 2024, la pareja Thorndike-Hudtwalcker conduce ¿Lo dije o lo pensé? para el canal No Somos TV.

## Controversias
En el ámbito político, Augusto Thorndike se ha mostrado contrario a Pedro Castillo, a quien ha criticado en reiteradas ocasiones por su intento de autogolpe. Thorndike admitió que su condición de «privilegio» le da la libertad de burlarse de la familia de Castillo. Además, ha criticado duramente a los simpatizantes del candidato y a los participantes de la convulsión social en sus redes sociales, así como a Bolivia por su injerencia política.
Augusto Thorndike ha generado controversia por sus opiniones polarizadoras. En concreto, ha criticado a Rosa María Palacios y Marco Sifuentes, considerando que sus opiniones carecen de fundamento y son incompatibles con las ideas antiterroristas que defendió en su programa. Asimismo, la comunicadora Carla García describió que, cuando Thorndike era director periodístico del canal, «se presentaba como el único que podía con "las fieras"», es decir, sus rivales Beto Ortiz y Phillip Butters. Ortiz sospechó que se había convertido de un simple conductor a editor general y lo responsabilizó de mantener cohesionado al equipo periodístico de un canal que «implosionó» y del que ya no queda nadie.
El programa dominical Contracorriente ha estado enfocado en las organizaciones no gubernamentales en sus reportajes. Según el Instituto de Defensa Legal (IDL), se ha presentado a las organizaciones no gubernamentales como adversarias en contraste con el apoyo positivo de las empresas privadas, como en el reportaje sobre Ocho Sur. Cabe destacar que el periodista loretano Luis Ramos Tenazoa, quien afirmó ser colaborador del canal Willax, compartió algunos reportajes del dominical para criticar a otras organizaciones como la Wildlife Conservation Society.
En 2024, Thorndike reconoció haber difundido información errónea al citar incorrectamente a Diego García-Sayán en relación con los indultos otorgados a personas condenadas por terrorismo. Esta rectificación se produjo tras una acción legal presentada contra el periodista por el Instituto de Defensa Legal. Meses después, el IDL denunció penalmente al programa de Augusto Thorndike por el reportaje «IDL recibe millonarias donaciones sin control del Estado». En ese reportaje, Thorndike compartió información sobre las operaciones económicas de la organización que, según IDL, viola las normas de secreto bancario del país. El director del programa, Carlos Paredes, justificó que compartieron información sobre «siete cuentas bancarias que tienen en bancos locales, que es el [dinero] que reciben de la fundación Open Society y otras».
También, en 2024, Rosa María Palacios denunció a Thorndike, a Carlos Paredes y al canal por violar la intimidad y utilizar indebidamente archivos digitales al revelar información tributaria en el programa dominical. El programa intentó contactar con ella antes del suceso y Palacios respondió que si se publicaba información privada sobre ella, lo denunciaría penalmente.

## Programas
- Fin de semana (1998-1999)[52]
- Hora 20 (2000)
- Hora Punta (2001)
- Buenos días, Perú (2001)[52][53]
- Panorama (2003)
- Domingo al día (2006-2010)[5]
- 24 horas (2010-2011)[54]
- Buenos días, Perú (2011-2012)[55][56]
- Panorama (2011-2012)[12]
- N directo (2012-2016)[18]
- A las once (2013)[15]
- Cuarto poder (2014-2020)[14]
- D6A9 (2016-2017)[16]
- Hechos en Willax (2021-2024)[25]
- Contracorriente (2021-presente)[25]